# شوراو
شوراو (به آلمانی: Chörau) یک منطقهٔ مسکونی در آلمان است که در Osternienburger Land واقع شده‌است. شوراو ۲۴۷ نفر جمعیت دارد.